# Macello
Macello là một đô thị ở tỉnh Torino trong vùng Piedmont, có vị trí cách khoảng 35 km về phía tây nam của Torino. Tại thời điểm ngày 31 tháng 12 năm 2004, đô thị này có dân số 1.150 người và diện tích là 14,1 km².
Macello giáp các đô thị: Pinerolo, Buriasco, Vigone, Garzigliana, và Cavour.